# Талиабуская сипуха
Талиабуская сипуха, или чёрно-бурая сипуха (лат. Tyto nigrobrunnea) — хищная птица семейства сипуховых, обитающая на островах Сула Малайского архипелага.

## Описание

### Внешний вид
Общая длина птицы — 31 см. Длина крыла — 283 мм. Длина хвоста — 185 мм.
У взрослой самки, пойманной в 1938 г. на острове Талиабу, голова, верхняя часть тела, кроющие перья, крылья и хвост равномерного тёмно-коричневого цвета, с крошечными грязно-белыми пятнами между лопаток, у хвоста и на большей части кроющих перьев. Полосок на первостепенных маховых перьях и хвосте нет. У нижней половины первостепенных и второстепенных маховых перьев ближе к стержню видны слабые белые пестрины; у хвостовых — такие же крапины, только жёлтые, почти исчезающие к концам на двух средних перьях.
Лицевой диск коричнево-розовый, с бурой каймой на краях и с шелковистым блеском оперения; вокруг глаз — чёрные пятна. Нижняя часть будто шелковая, насыщенного золотисто-коричневого цвета, с тонкими чёрными узорами, сплошь покрыта тёмными пятнами, заметно более крупными, чем белые пятна на верхней части туловища. Внутренняя сторона крыльев, хвоста и бёдер почти без пятен. С изнанки крыльев видны чёткие белые разводы.
Глаза карие, клюв тёмно-серый, бледнеющий дальше от основания; пальцы ног серые. Сами ноги темнее, чем у Сулавесской сипухи, и практически голые.

### Отличия от других видов
Этот маленький представитель Tyto заметно отличается от других видов рода благодаря очень тёмному оперению с практически отсутствующим белым цветом (не считая внутренней части крыльев).

## Распространение

### Ареал
Tyto nigrobrunnea является эндемиком островов Сула Малайского архипелага, в Индонезии, и известна по одному-единственному (найденному в 1938 г.) образцу и ряду более поздних снимков, полученных на самом большом острове группы Талиабу. Возможно, будущие исследователи отыщут птицу на соседних островах Манголе и Санана.
Никакой информации о численности Tyto nigrobrunnea нет, но, судя по редкости снимков (даже с учётом скрытности совы и фактора человеческой невнимательности), популяция крайне мала. Однако жители местного поселения Бинадеза явно знакомы с этими птицами, и по последним данным можно предположить, что совы предпочитают средний лесной ярус и бамбуковые заросли вблизи человеческих жилищ.